# Franc-Lyonnais
De Franc-Lyonnais was een provincie van Frankrijk, in de omgeving van Lyon. In een latere fase van het ancien régime werd de Franc-Lyonnais beschouwd als een onderprovincie van de Lyonnais zelf.
Het gebied omvatte een smalle strook land op de linkeroever van de Saône en bestond uit dertien parochies:
- Cuire-la-Croix-Rousse, nu stad Lyon
- Caluire
- Fontaines-sur-Saône
- Rochetaillée-sur-Saône
- Fleurieu-sur-Saône
- Vimy, vanaf 1665 hoofdstad en omgedoopt in Neuville
- Genay, de tweede hoofdstad
- Bernoud, de eerste hoofdstad
- Saint-Jean-de-Thurigneux

Verder was er nog een enclave midden in het vorstendom Dombes, met:
- Saint-Bernard-d'Anse
- Saint-Didier-de-Formans
- Riottier

Wellicht ging het om een zelfstandig geworden gebied dat eigendom was van de aartsbisschop van Lyon. In 1398 kwamen de dorpen onder bescherming van Savoye en in 1475 onder Frankrijk, dat nochtans het gezag van het Heilige Roomse Rijk bleef erkennen. Net zoals in Dombes kregen de inwoners vrijstelling van koninklijke belastingen. In 1525 erkende het Parlement van Parijs de privilegies van de Franc-Lyonnais.
In 1789 werd het gebied verdeeld tussen de departementen Rhône-et-Loire en Ain.